# Čestice
Čestica je mali deo ili količina materije. U fizičkim naukama, čestica je mali lokalizovani predmet, kojem se može pripisati nekoliko fizičkih ili hemijskih svojstava kao što su zapremina ili masa. Čestice uveliko variraju u veličini, od subatomskih čestica poput elektrona, do mikroskopskih čestica kao što su atomi i molekuli, i makroskopskih čestica poput praška. Čestice se takođe koriste u stvaranju naučnih modela većih predmeta, npr. model kretanja ljudi u gužvi na javnom mestu.
Sam termin je veoma opširan u značenju, i definiše se po potrebi različitih naučnih polja.

## Konceptualna svojstva
Koncept čestica je posebno koristan tokom stvaranja modela prirode, jer je potpuni tretman brojnih prirodnih fenomena komplikovan. Može se koristiti radi donošenja pojednostavljujućih pretpostavki vezanih za uključene procese. Primer opisanog prikaza je računanje lokacije i brzine pada lopte bačene u vazduh. Najpre, lopta se može idealizirati kao glatka, čvrsta sfera, onda se može zanemariti njena rotacija, trenje, što približava problem polju balistike, specifičnije, klasičnom kosom hicu tačkaste čestice. Tretman velikog broja čestica je domen statističke fizike.

### Veličina
Termin „čestica” se obično primenjuje različito na tri klase veličina. Termin makroskopska čestica, se obično odnosi na čestice mnogo veće od atoma i molekula. Ove se obično apstraktno predstavljaju kao tačkaste čestice, iako imaju zapremine i oblike. Primeri makroskopskih čestica uključuju prašinu, pesak i čak predmete velike poput zvezda u galaksiji.
Druga vrsta, mikroskopske čestice, se obično odnosi na čestice čija je veličina u rasponu od atoma do molekula, poput ugljen-dioksida, i nanočestica. Ove čestice se proučavaju u hemiji, kao i u atomskoj i molekularnoj fizici.
Najmanje čestice su subatomske čestice koje se odnose na čestice manje od atoma. Ova grupa čestica uključuje sve što ulazi u sastav samog atoma - protone, neutrone i elektrone - ali i ostale tipove čestica koje se mogu proizvesti samo u akceleratorima čestica. Ove čestice se proučavaju u fizici elementarnih čestica.
Zbog njihove izrazito male veličine, proučavanje mikroskopskih i subatomskih čestica pripada polju kvantne mehanike. One pokazuju fenomene demonstrirane u model čestice u kutiji,‍:pp. 214–226 uključujući čestično-talasni (korpuskularno-talasni) dualizam (fotoni - svetlost).

### Sastav
Čestice se isto tako mogu klasifikovati prema kompoziciji. Kompozitne čestice su one koje se sastoje od drugih čestica. Na primer, atom ugljenika-14 se sastoji od šest protona, osam neutrona, i šest elektrona. U kontrastu s tim, elementarne čestice (koje se isto tako zovu fundamentalnim česticama) predstavljaju čestice koje nisu napravljene od drugih čestica. Prema sadašnjem shvatanju sveta, samo veoma mali broj takvih čestica postoji, kao što su leptoni, kvarkovi, i gluoni. Međutim, moguće je da su neke od njih zapravo kompozitne čestice, i da samo izgledaju kao elementarne za sada. Dok se kompozitne čestice mogu obično smatrati nalik na tačke, elementarne čestice su istinski tačke.

### Stabilnost
Oba tipa čestica, elementarne (kao što su muoni) i kompozitne (ako što je uranijumski nukleus), podložne su raspadu čestica. One kod kojih to nije slučaj se nazivaju stabilnim česticama, kao što su elektron ili nukleus helijuma-4. Životni vek stabilnih čestica može da bude bilo beskonačan ili dovoljno velik da omete pokušaje posmatranja takvih raspada. U kasnijem slučaju, čestice se nazivaju „opservaciono stabilnim”. Generalno, čestice se raspadaju iz visokoenergetskih do niskoenergetskih stanja putem emitovanja neke forme radijacije, kao što je emisija fotona.

## Simulacija-tela
U računarskoj fizici, simulacije N-tela (koje se isto tako nazivaju simulacijama N-čestica) su simulacije dinamičkih sistema čestica pud uticajem određenih uslova, kao što je uticaj gravitacije. Takve simulacije su veoma česte u kosmologiji i računarskoj dinamici fluida.
N se odnosi na broj razmatranih čestica. Kako su simulacije sa većim brojem N računarski intenzivnije, sistemi sa velikim brojem čestica se obično aproksimiraju manjim brojem čestica, i simulacioni algoritmi moraju da budu optimizovani purem raznih metoda.

## Distribucija čestica
Koloidne čestice su komponente koloida. Koloid je supstanca koja je ravnomerno mikroskopski rasuta širom neke druge supstance. Takav koloidni sistem može da bude čvst, tečan, ili gasovit; kao i kontinuiran ili dispergovan. Čestice dispergovane faze imaju prečnih između približno 5 i 200 nanometara. Rastvorne čestice manje od toga formiraju rastvor za razliku od koloida. Koloidni sistemi (koji se isto tako nazivaju koloidnim rastvorima ili koloidnim suspenzijama) su predmet izučavanja nauke o interfejsu i koloidima. Suspendovana čvrsta materija obitava u tečnosti, dok čvrste ili tečne čestice suspendovane u gasu formiraju aerosol. Čestice isto tako mogu da budu suspendovane u obliku atmosferske čestične materije, koja može da predstavlja zagađenje vazduha. Veće čestice mogu slično tome da formiraju morski otpad ili kosmički otpad. Konglomeracija diskretnih čvrstih, makroskopskih čestica može se opisati kao granulirani materijal.

## Literatura
- Levine, I. N. (2001). Physical Chemistry (5th изд.). McGraw-Hill. стр. 955. ISBN 978-0-07-231808-1.
- H. C. Ohanian, J. T. Markert (2007). Physics for Engineers and Scientists. 1 (3rd изд.). Norton. ISBN 978-0-393-93003-0.
- „What is an elementary particle?”. Elementary-Particle Physics. US National Research Council. US National Research Council. 1990. стр. 19. ISBN 978-0-309-03576-7.
- I. A. D'Souza; Kalman, C. S. (1992). Preons: Models of Leptons, Quarks and Gauge Bosons as Composite Objects. World Scientific. ISBN 978-981-02-1019-9.
- Alonso, M.; Finn, E. J. (1968). Fundamental University Physics Volume III: Quantum and Statistical Physics. Addison-Wesley. ISBN 978-0-201-00262-1.
- „What is a particle?”. University of Florida, Particle Engineering Research Center. 23. 7. 2010. Архивирано из оригинала 23. 09. 2015. г. Приступљено 21. 04. 2019.
- Alonso, M.; Finn, E. J. (1967). „Dynamics of a particle”. Fundamental University Physics, Volume 1. Addison-Wesley. LCCN 66010828.
- Alonso, M.; Finn, E. J. (1967). „Dynamics of a system of particles”. Fundamental University Physics, Volume 1. Addison-Wesley. LCCN 66010828.
- Griffiths, D. J. (2008). Introduction to Particle Physics (2nd изд.). Wiley-VCH. ISBN 978-3-527-40601-2.
- Segal, S. (n.d). „What is a Particle? - Definition & Theory”. High School Chemistry: Help and Review. Study.com. Chapter 4, Lesson 6.
- „A basic guide to particle characterization” (PDF). Malvern Instruments. 2015. Архивирано из оригинала (PDF) 20. 09. 2020. г. Приступљено 21. 04. 2019.
- Feynman, R.P. & Weinberg, S. (1987) Elementary Particles and the Laws of Physics: The 1986 Dirac Memorial Lectures. Cambridge University Press.
- Ford, Kenneth W. (2005). The Quantum World.. Harvard University Press.
- Greene, Brian (1999). The Elegant Universe. W.W.Norton & Company. ISBN 978-0-393-05858-1.
- Gribbin, John (2000). Q is for Quantum – An Encyclopedia of Particle Physics. Simon & Schuster. ISBN 978-0-684-85578-3..
- Oerter, Robert (2006). The Theory of Almost Everything: The Standard Model, the Unsung Triumph of Modern Physics.. Plume.
- Close, Frank (2004). Particle Physics: A Very Short Introduction. Oxford: Oxford University Press. ISBN 978-0-19-280434-1.
- Schumm, Bruce A. (2004). Deep Down Things: The Breathtaking Beauty of Particle Physics. Johns Hopkins University Press. ISBN 978-0-8018-7971-5..
- Bettini, Alessandro (2008). Introduction to Elementary Particle Physics. Cambridge University Press. ISBN 978-0-521-88021-3.
- Seiden, Abraham (2005). Particle Physics – A Comprehensive Introduction. Addison Wesley. ISBN 978-0-8053-8736-0.
- Veltman, Martinus (2003). Facts and Mysteries in Elementary Particle Physics. World Scientific. ISBN 978-981-238-149-1.
- Coughlan, G. D., J. E. Dodd, and B. M. Gripaios (2006) The Ideas of Particle Physics: An Introduction for Scientists, 3rd ed. Cambridge University Press. An undergraduate text for those not majoring in physics.
- Griffiths, David J. (1987). Introduction to Elementary Particles. John Wiley & Sons. ISBN 978-0-471-60386-3..
- Kane, Gordon L. (1987). Modern Elementary Particle Physics. Perseus Books. ISBN 978-0-201-11749-3.
- Perkins, Donald H. (2000). Introduction to High Energy Physics., 4th ed. Cambridge University Press.